# Kupol Baltijskij
Die Kupol Baltijskij (englische Transkription von russisch Купол Балтийский Kupol Baltiski, deutsch ‚Baltische Kuppel‘) ist ein kuppelförmiger Berg im ostantarktischen Coatsland. In der Shackleton Range ragt er auf der Nordseite der Read Mountains auf.
Russische Wissenschaftler benannten ihn.